# Scientia potentia est – Wissenswert
Scientia potentia est – Wissenswert ist ein von der ZDF.digital productions GmbH im Auftrag von ServusTV produziertes Wissenschaftsmagazin. Der Titel der Sendung ist an das lateinische Sprichwort Scientia potentia est (deutsch Wissen ist Macht) des englischen Philosophen Francis Bacon angelehnt und soll den informativen Inhalt des Magazins unterstreichen.

## Inhalt der Sendung
Im Wissensmagazin Scientia potentia est – Wissenswert werden sowohl allgemein interessante und bedeutende als auch aktuelle Themen aus den Bereichen Technik und Naturwissenschaften erörtert sowie von unterschiedlichen Betrachtungswinkeln beleuchtet.
Die Darstellungsweise von alltäglichen Beobachtungen wie auch unbekannten Phänomenen soll dabei dem Zusehen nicht nur vorgestellt werden, sondern diesen auch durch nachvollziehbar Erläuterungen zum Nachdenken anregen.

## Sendungsstil
Jede Folge ist von einem spezifischen technischen oder naturwissenschaftlichen Thema geprägt, von welchem im Laufe der Sende jedoch zusätzlich geringfügig abgewichen wird. Zu Beginn jeder Sendung wird nach den einleitenden Worten, welche teilweise durch den Moderator durch ein kurzes Experiment ergänzt werden, eine Dokumentation über das begleitende Thema gezeigt, in welchem dem Publikum das Thema nähergebracht wird.
Im zweiten Teil der Sendung wird dem Zuseher ein Bereich des Themas praxisnah nähergebracht. Dabei besucht der Moderator der Sendung je nach Thema eine passende Firma oder Produktionsanlagen oder bei naturbezogenen Themen eine passende geografische Lage, um durch gezieltes Fragen zuständiger Personen und Erklären der einzelnen Abläufe dem Zuseher das Thema näherzubringen.

## Moderation und Sendeplatz
Das Wissensmagazin Scientia potentia est – Wissenswert wird vom ehemaligen ORF-Wettermoderator Andreas Jäger moderiert, wobei dieser beim Lokalaugenschein im zweiten Teil der Sendung neben der Rolle als Reporter auch die Off-Stimme der Kurzbeiträge spricht.
Gesendet wird das Magazin jeweils montags um 19:45 Uhr auf ServusTV.